# Odense Østkredsen
Odense Østkredsen (Odense 1. kreds) er fra 2007 en opstillingskreds i Fyns Storkreds. I 1971-2006 var kredsen en opstillingskreds i Fyns Amtskreds. I 1920-1970 var kredsen en opstillingskreds i Odense Amtskreds. I 1849-1918 var kredsen en valgkreds.
Kredsen omfatter den del af Odense Kommune, der fra kommunens nordlige grænse begrænses mod vest og nordvest af Odense Kanal og havnebassin II til Toldbodkaj, mod vest af en linje vest om den gamle havnetoldbod, mod syd af Buchwaldsgade, mod sydvest og vest af Thomas B. Thriges Gade, mod sydvest af Torvegade, Albani Torv og Albanigade, mod vest af Hjallesevej til Munkerisvej, mod syd af denne til Ørbækvej og mod sydvest af denne og Over Holluf Vej, Fraugdevej og Ørbækvej til kommunens sydøstgrænse.
Den 8. februar 2005 var der 48.475 stemmeberettigede vælgere i kredsen. To kandidater i kredsen opnåede valg: Anne Baastrup fra SF og Rune Lund fra Enhedslisten. Kredsens største parti blev Socialdemokraterne med 35,6 procent af de afgivne stemmer.
Kredsen rummede i 2005 flg. kommuner og valgsteder::
1. Odense Kommune
  1. Aasum Forsamlingshus
  2. Agedrup Skole
  3. Davinde Forsamlingshus
  4. Fjordager Hallen
  5. Fraugde Fritidscenter
  6. Humlehaveskolen
  7. Kragsbjergskolen
  8. Munkebjergskolen
  9. Risingskolen
  10. Sct. Hans Skole
  11. Tornbjerg Gymnasium
  12. Østre Kulturcenter

## Folketingskandidater pr. 5/3-2019
| Liste | Parti                       | Kandidat | Bemærk                                       |
| ----- | --------------------------- | --- | -------------------------------------------- |
| A     | Socialdemokratiet           | Erik Christensen |                                              |
| B     | Radikale Venstre            | Abir Al-Kalemji |                                              |
| C     | Det Konservative Folkeparti | |                                              |
| D     | Nye Borgerlige              | |                                              |
| E     | Klaus Riskær Pedersen       | Rolf David Gøtze |                                              |
| F     | Socialistisk Folkeparti     | |                                              |
| I     | Liberal Alliance            | |                                              |
| O     | Dansk Folkeparti            | Betina Signe Stick |                                              |
| V     | Venstre                     | Mark Grossmann |                                              |
| Ø     | Enhedslisten                | Victoria Risbjerg Velásquez |                                              |
| Å     | Alternativet                | Stine Bardeleben Helles, Fabian Munkholm Davidsen, Mikkel Holm-Pedersen, Tine Busk, Line Gessø Storm Hansen, Karl Bidstrup, Mette Rahbek | Er opstillet i alle fynske opstillingskredse |

## Folketingsvalg 2011
Ved folketingsvalget i 2011 var der 49693 stemmeberettigede i Odense Øst. Af disse valgte 41674 at stemme. Valgprocenten var 83,9%. Dette var den laveste stemmeprocent i de 3 opstillingskredse i Odense og den laveste i hele Fyns Storkreds. I Odense Øst fordeltes stemmerne således:
| Socialdemokraterne | Radikale Venstre | Konservative Folkeparti | SF   | Liberal Alliance | Kristendemokraterne | DF   | Venstre | Enhedslisten |
| ------------------ | ---------------- | ----------------------- | ---- | ---------------- | ------------------- | ---- | ------- | ------------ |
| 13425              | 4066             | 1948                    | 5279 | 1748             | 159                 | 4227 | 6704    | 3581         |

Derudover var der 13 stemmer afgivet på kandidater opstillet udenfor partierne. I alt var der registret 41150 gyldige stemmer - 524 af de afgivne stemmer var ugyldige.